# Åmåls bluesfest
Åmåls bluesfest är en bluesfestival i Åmål i Dalsland. Första upplagan av Åmåls bluesfest hölls 1992, men planeringen hade påbörjats redan under 1980-talet. Från den första upplagan med endast 480 besökare har festivalen växte och år 2011 besöktes den av cirka 7 000 människor. År 2014 samlade Åmål in så lite pengar från bluesen så det var mycket nära att det inte skulle bli någon bluesfestival 2015. 